# Rhipidure noir et roux
Rhipidura nigrocinnamomea
Espèce
Statut de conservation UICN

 LC  : Préoccupation mineure
Le Rhipidure noir et roux (Rhipidura nigrocinnamomea) est une espèce de passereau de la famille des Rhipiduridae.

## Distribution
Il est endémique des Philippines.

## Sous-espèces
Cet oiseau est représenté par deux sous-espèces :
- Rhipidura nigrocinnamomea hutchinsoni Mearns, 1907 ;
- Rhipidura nigrocinnamomea nigrocinnamomea Hartert, 1903.

## Publication originale
- Hartert, 1903 Eight new species described from. Mindanao. Bulletin of the British Ornithologists' Club, vol. 14, p. 10-14.